# Claude-Remy Buirette de Verrières
Pour les articles homonymes, voir Buirette et Verrières.
Claude-Remy Buirette de Verrières est un avocat français né à Verrières (Marne) le 22 mars 1749 et mort à Bruxelles le 9 janvier 1793.

## Biographie
Claude Rémy Buirette de Verrières, qu’on cite sous ses deux noms, parfois « Buirette » et parfois « Verrières », fit ses études au collège de Sainte-Ménehould, puis son droit à Paris. Il s’installe à Châlons-en-Champagne comme avocat. Il ajoute à son nom « De Verrières » après son achat en 1774 de la seigneurie de Verrières sur Aisne. C'est son frère Maximilien, garde du corps du Roi, qui sera anobli à son retour d'émigration en 1819, et dont la descendance portera officiellement ce nom.
La famille Buirette de Verrières, éteinte en ligne masculine en 2009, ne subsiste plus que par une personne en ligne féminine. 
Lettré et historien on lui doit Ode sur les embellissements de Châlons-sur-Marne, suivi d’un Éloge historique de cette ville en 1783, Annales historiques de la ville et comté-pairie de Châlons-sur-Marne publié à Châlons chez Seneuze en 1788, Les États de Champagne : À la ville de Châlons en 1788, Prospectus d’un Dictionnaire généalogique et historique de la noblesse et de l’Histoire générale de la Champagne en 1788.

## La Révolution
Il se lie à ses confrères avocats à Châlons comme Louis Joseph Charlier et Pierre-Louis Prieur (futurs conventionnels). Au début de 1789, il quitte Châlons pour Paris et s'engage dans la Révolution. Il est un des meneurs lors de la manifestation du 5 octobre 1789, quand les femmes de Paris vont à Versailles ramener à Paris la famille royale. Il entre au Club des cordeliers, il écrira dans L’Ami du Peuple et créera le périodique L’Ami de la Loi en 1791. Il participe à la rédaction de la pétition du Champ de Mars du 17 juillet 1791 et devait être emprisonné plusieurs mois.
Chargé de l’organisation de la Gendarmerie Nationale, il rédige en 1790 un « Plan d’organisation de l’armée parisienne », il lève en juillet 1792 un corps de 4 000 volontaires qui devait être enrôlé par décrets de juillet 1792 dans la nouvelle Gendarmerie Nationale à pied. À la mort, le 11 août, du colonel en chef de la gendarmerie, Buirette est nommé commandant de la garde de Paris et colonel commandant le corps de Gendarmerie nationale. Il participe à la bataille de Jemmapes, le 22 novembre 1792. La Belgique est occupée et la ville d’Anvers est prise le 26. Il est immédiatement nommé gouverneur militaire d’Anvers. La population d’Anvers le nommait le « bossu » du fait de son infirmité : il avait deux bosses et en parlait parfois avec humour ; il déclara en 1792 «... j’en réponds sur mes deux bosses ».
Il entreprend de promouvoir les idées révolutionnaires mais meurt subitement à Bruxelles le 9 janvier 1793 à l’issue d’une réception. La rumeur de son empoisonnement qui courut alors semble fondée. Son corps est immédiatement transféré à Anvers où il fut inhumé le 13 en grande pompe dans la cathédrale alors qu’il n’avait pas souhaité de cérémonie religieuse. La légende dit que son corps fut exhumé par des Anversois et jeté dans l’Escault[réf. nécessaire].
Son cœur sera apporté à Paris et restera plusieurs mois dans la salle des Cordeliers, à côté de celui de Jean-Paul Marat.
Son portrait est conservé au musée Carnavalet à Paris.

## Sources
- Clarisse Coulomb, « Claude Rémy Buirette de Verrières : de l’avocat au Parlement à l’avocat du Tiers (1773-1788) », in Hervé Leuwers (dir.), Les parlementaires, acteurs de la vie provinciale. XVIIe et XVIIIe siècles, Presses universitaires de Rennes , p. 2019, p. 97-115.